# Literaturmarathon
Der Literaturmarathon war eine 24-stündige Lesung aus Romanen und Gedichten, die einmal jährlich zum Auftakt des Literaturfestivals lit.COLOGNE vom Radiosender WDR5 veranstaltet und  von 2003 bis 2019 gesendet wurde. Von 22 Uhr am Freitagabend bis 22 Uhr am Samstagabend tragen Schauspieler, Sprecher und Prominente live vor Publikum Bücher zu einem Oberthema vor. In der Regel sind es insgesamt etwa einhundert Texte, die von WDR5-Hörern vorgeschlagen und von der Redaktion ausgewählt werden. Die Sendung wurde 2020 gestrichen.

## Themen
- 2003: In 100 Büchern um die Welt
- 2004: 100 Bücher. Der Literaturmarathon
- 2005: 100 Bücher – 100 Jahre. 1901-2000
- 2006: 100 Bücher zur WM
- 2007: 100 Bücher – Unterwelten
- 2008: 100 Bücher – Träume
- 2009: 100 Bücher – 100 Feste
- 2010: 100 Bücher – 100 Städte
- 2011: 100 Bücher – Frauen
- 2012: 100 Lieblingsbücher
- 2013: 100 Bücher – 100 Beziehungen
- 2014: 100 Bücher – 100 Männer
- 2015: 100 Bücher vom Wasser
- 2016: 100 Bücher von der Liebe
- 2017: 100 Bücher über das Reisen
- 2018: 100 Bücher vom Neubeginn
- 2019: 100 Bücher fürs Leben